# Corongo
Corongo, fundada como San Pedro de Corongo en 1573, es una ciudad peruana, capital del distrito y de la provincia homónimos, ubicada en el norte de la zona de  Conchucos, en el departamento de Áncash. Se halla a unas seis horas de Huaraz y a doce de Lima. Cuenta con 1300 hab. y tiene una altitud media de 3180 m s. n. m. Presenta un clima semifrío con temperaturas promedio de 19 °C en verano y 14 °C en invierno.
Durante la época colonial fue uno de los pueblos más importantes del norte de Áncash, ya que concentraba gran actividad comercial producto del auge minero y agrario del que gozaron sus habitantes durante 400 años.
Característico por sus edificaciones coloniales y republicanas, con sus puentes de piedra en forma de arco rodeado de hermosas vistas, el 11 de agosto de 1989 mediante Resolución Jefatural N° 515, el Pueblo de Corongo fue declarado Patrimonio Cultural de la Nación, complementando al Templo San Pedro de Corongo que está catalogado como monumento histórico desde el 17 de noviembre de 1944 mediante la Ley N° 10018.
Cuenta con manifestaciones culturales milenarias de las que destacan danzas como las Pallas de Corongo (Patrimonio de la Nación), y organizaciones comunitarias como el Sistema de Jueces de Agua, que fue declarada Patrimonio de la Humanidad en 2017.

## Clima
| Parámetros climáticos promedio de Corongo | Parámetros climáticos promedio de Corongo | Parámetros climáticos promedio de Corongo | Parámetros climáticos promedio de Corongo | Parámetros climáticos promedio de Corongo | Parámetros climáticos promedio de Corongo | Parámetros climáticos promedio de Corongo | Parámetros climáticos promedio de Corongo | Parámetros climáticos promedio de Corongo | Parámetros climáticos promedio de Corongo | Parámetros climáticos promedio de Corongo | Parámetros climáticos promedio de Corongo | Parámetros climáticos promedio de Corongo | Parámetros climáticos promedio de Corongo |
| Mes                                       | Ene.                                      | Feb.                                      | Mar.                                      | Abr.                                      | May.                                      | Jun.                                      | Jul.                                      | Ago.                                      | Sep.                                      | Oct.                                      | Nov.                                      | Dic.                                      | Anual                                     |
| ----------------------------------------- | ----------------------------------------- | ----------------------------------------- | ----------------------------------------- | ----------------------------------------- | ----------------------------------------- | ----------------------------------------- | ----------------------------------------- | ----------------------------------------- | ----------------------------------------- | ----------------------------------------- | ----------------------------------------- | ----------------------------------------- | ----------------------------------------- |
| Temp. máx. media (°C)                     | 19.1                                      | 18.5                                      | 18.8                                      | 18.9                                      | 18.8                                      | 19.9                                      | 20.2                                      | 20.1                                      | 20.3                                      | 19.7                                      | 19.7                                      | 19.8                                      | 19.5                                      |
| Temp. media (°C)                          | 12.5                                      | 12.3                                      | 12.3                                      | 12                                        | 11                                        | 10.7                                      | 10.6                                      | 10.7                                      | 11.6                                      | 12.2                                      | 12.1                                      | 12.4                                      | 11.7                                      |
| Temp. mín. media (°C)                     | 6                                         | 6.2                                       | 5.9                                       | 5.2                                       | 3.3                                       | 1.5                                       | 1.1                                       | 1.3                                       | 2.9                                       | 4.3                                       | 4.6                                       | 5                                         | 3.9                                       |
| Fuente: climate-data.org                  |                                           |                                           |                                           |                                           |                                           |                                           |                                           |                                           |                                           |                                           |                                           |                                           |                                           |